# Péter Török
Péter Török (Budapeste, 18 de abril de 1951 - 1987) foi um ex-futebolista profissional húngaro que atuava como defensor.

## Carreira
Péter Török fez parte do elenco da Seleção Húngara de Futebol, da Copa de 1978.